# Joseph Koo
Joseph Koo, de son vrai nom Koo Kar-fai (顧嘉煇), né le 25 février 1931 à Canton et mort le 3 janvier 2023 à Vancouver, est un compositeur canadien d'origine hongkongaise,, ayant composé entre autres les thèmes principaux des films La Fureur de vaincre (1972), Le Jeu de la mort (1978) et Le Syndicat du crime (1986).

## Biographie
Joseph Koo commence à apprendre la musique à 17 ans auprès d'un enseignant philippin, qui apprenait alors le chant à sa sœur.
Il étudie au Berklee College of Music de Boston au début des années 1960 puis retourne à Hong Kong et travaille pour la Shaw Brothers et la Golden Harvest sur, entre autres, les films de Bruce Lee, La Fureur de vaincre et La Fureur du dragon en 1972.
Joseph Koo rejoint la chaîne TVB comme directeur musical en 1973 où, de la fin des années 1970 jusqu'à son immigration au Canada dans les années 1990, il collabore avec le parolier James Wong sur de nombreuses chansons. Koo compose plus de 1 200 chansons au cours de sa carrière, dont beaucoup sont maintenant considérées comme des classiques de la cantopop. Il n'a que 2 œuvres notables en tant que parolier, mais elles sont à la fois très courtes et en longueur et en mots. L'une est une chanson pour enfants sur les dix numéros, l'autre est le jingle de fin de Enjoy Yourself Tonight (en).
En 1961, il compose son premier succès, 夢 (meng signifie « Rêves »), qui est chanté par sa sœur Koo Mei , suivit d'un autre succès, 郊道. En 1974, il écrit la première chanson de générique en cantonais, qui est actuellement une chanson de cantopop très populaire.
Joseph Koo devient membre de l'ordre de l'Empire britannique en 1982. En 1998, il reçoit l'étoile de bronze de bauhania (en) de la part du Gouvernement de Hong Kong. Il reçoit également d'autres prix, dont le Music Accomplishment Award (de la Société des compositeurs et auteurs de Hong Kong), le plus haut prix d'honneur de RTHK, le Prix de la meilleure musique et du meilleur prix lyrique (du Festival du film d'Asie), des Hong Kong Film Awards, des Golden Horse Film Festival and Awards de Taïwan et de nombreux autres.
En 2012, du 30 novembre au 3 décembre, il organise une série de concerts intitulée Joseph Koo Concert 2012 au Hong Kong Coliseum, qui comprend la participation de nombreux chanteurs comme Adam Cheng, George Lam, Teresa Cheung (en), et Anthony Wong (en). Ces dernières années, il vit principalement à Vancouver au Canada où il avait émigré. En 2015, il annonce sa retraite comme chef d'orchestre et réduit considérablement sa production musicale, se consacrant dorénavant à la peinture à l'huile comme sa sœur.

## Compositions
- The Legend of the Book and Sword (書劍恩仇錄), chanson thème de la série télévisée The Legend of the Book and Sword (1976)
- Hotel (狂潮), chanson thème de la série télévisée Hotel (1976)
- The Legend of the Heroic Knights (近代豪俠傳) (1976)
- Luk Siu Fung (陸小鳳), chanson thème de la série télévisée Luk Siu Fung (1976)
- The Great Vendetta (大報復), chanson thème de la série télévisée The Great Vendetta (1977)
- A House Is Not a Home (家變), chanson thème de la série télévisée A House Is Not a Home (1977)
- Decisive Battle Eve (決戰前夕), chanson thème de la série télévisée Luk Siu Fung 2 (1977)
- Vanity Fair (大亨), chanson thème de la série télévisée Vanity Fair (1978)
- The Romantic Swordsman (小李飛刀), chanson thème de la série télévisée The Romantic Swordsman (1978)
- Heaven Sword and Dragon Sabre (倚天屠龍記), chanson thème de la série télévisée Heaven Sword and Dragon Sabre (1978)
- The Flaming Ceremonial Fire (熊熊聖火), chanson thème de la série télévisée Heaven Sword and Dragon Sabre (1978)
- The Giants (強人), chanson thème de la série télévisée The Giants (1978)
- The Oath Must Enter the Mountain of Sword (誓要入刀山), chanson thème de la série télévisée Luk Siu Fung 3 (1978)
- Not Sentiments (情未了) (1978)
- Conflict (奮鬥), chanson thème de la série télévisée Conflict (1978)
- Game of Death (死亡遊戲), chanson thème du film Le Jeu de la mort (1978)
- Below the Lion Rock (獅子山下) (1979)
- Over the Rainbow (天虹), chanson thème de la série télévisée Over the Rainbow (1979)
- The Passenger (抉擇), chanson thème de la série télévisée The Passenger (1979)
- Chor Lau Heung (楚留香), chanson thème de la série télévisée Chor Lau Heung (1979)
- The Good, the Bad and the Ugly (網中人), chanson thème de la série télévisée The Good, the Bad and the Ugly (1979)
- The Heroes of Man and Sea (人海奇譚) (1979)
- 春雨彎刀, chanson thème de la série télévisée God of Sabre (刀神) (1979)
- Wind and Clouds (風雲), chanson thème de la série télévisée This Land is Mine (1980)
- Leaves Depart From the Tear Hard to Endure (難忍別離淚), chanson thème de la série télévisée In Search of (1980)
- The Bund of Shanghai (上海灘), chanson thème de la série télévisée The Bund (1980)
- The Brothers (親情), chanson thème de la série télévisée The Brothers (1980)
- The Discovery Bay (發現灣), chanson thème de la série télévisée The Discovery Bay (1980)
- The Invincible Medic (仁者無敵), chanson thème de la série télévisée The Invincible Medic (1980)
- Five Easy Pieces (輪流傳), chanson thème de la série télévisée Five Easy Pieces (1980)
- All Kind Sentiments (萬般情), chanson thème de la série télévisée The Bund 2 (1980)
- Eunuch (龍仇鳳血), chanson thème de la série télévisée Eunuch (1980)
- The Adventurer's (衝擊), chanson thème de la série télévisée The Adventurer's (1980)
- The Sentimental Debts (情債), chanson thème de la série télévisée The Adventurer's (1980)
- Shanghai Beach of the Dragon Tiger Battle (上海灘龍虎鬥), chanson thème de la série télévisée The Bund 3 (1980)
- Famous Sword (名劍) (1980)
- Using Love to Steal a Heart (用愛将心偷), chanson thème de la série télévisée The Shell Game (1980)
- Personhood Loves Freedom (做人愛自由), chanson thème de la série télévisée The Misadventure of Zoo (1981)
- Cheers (飲勝), chanson thème de la série télévisée The Misadventure of Zoo (1981)
- In Love and War (烽火飛花), chanson thème de la série télévisée In Love and War (1981)
- Both are forgetten in the mist (兩忘煙水裡), chanson thème de la série télévisée Demi-Gods and Semi-Devils 1 (天龍八部之六脈神劍) (1982)
- Breath and Depths of Mountains and Waters (萬水千山縱橫), chanson thème de la série télévisée Demi-Gods and Semi-Devils 2 (天龍八部之虛竹傳奇) (1982)
- Forgets With All One's Heart the Sentiment (忘盡心中情), chanson thème de la série télévisée The Legend of Master So (1982)
- Heart Debt (心債), chanson thème de la série télévisée Soldier of Fortune (1982)
- Being at a High Game (胸懷大志), chanson thème de la série télévisée The Emissary (1982)
- Approaches the Upstream Silently (默默向上游) (1982)
- When Will We Meet Again (何日再相見), chanson thème de la série télévisée The Return of the Condor Heroes (1983)
- Keeping Today's Romance (留住今日情), chanson thème de la série télévisée The Return of the Condor Heroes (1983)
- The Strong Bond of the Two Hearts (情義兩心堅), chanson thème de la série télévisée The Return of the Condor Heroes (1983)
- You're the One Who Decides to Love (愛定你一個), chanson thème de la série télévisée The Radio Tycoon (1983)
- Heroine (巾幗英雄), chanson thème de la série télévisée The Legend of the Unknowns (1983)
- Hands Over My Heart (交出我的心), chanson thème de la série télévisée Woman on the Beat (1983)
- The Emperor Descendants (皇帝子孫), chanson thème du film Zu, les guerriers de la montagne magique (1983)
- Brave and Fearless (勇者無懼), chanson thème de la série télévisée The Return of Wong Fei Hung (1984)
- A Ray of Love (一縷情), chanson thème de la série télévisée The Return of Wong Fei Hung (1984)
- The Demon Region Paradise (魔域桃源), chanson thème de la série télévisée The Other Side of the Horizon (1984)
- In Dream Several Sorrow (夢裏幾番哀), chanson thème de la série télévisée The Foundation (1984)
- I Cannot See My Tears Flow (不見我淚流), chanson thème de la série télévisée The Foundation (1984)
- It Will Be Throughout Lucky (始終會行運), chanson thème de la série télévisée The Duke of Mount Deer (1984)
- Sentimental Cold Lust (情冷情熱), chanson thème de la série télévisée Sword Stained with Royal Blood (1985)
- Brave and Invincible (勇者無敵), chanson thème de la série télévisée The Yang's Saga (1985)
- Me and You, He and Me (我與你 他與我), chanson thème de la série télévisée The Rough Ride (1985)
- The Song of Chu (楚歌), chanson thème de la série télévisée The Battlefield (1985)
- The Flying Fox of the Snowy Mountains (雪山飛狐), chanson thème de la série télévisée The Flying Fox of the Snowy Mountains (1985)
- Weave Beautiful Dreams (編織美夢), chanson thème de la série télévisée Heir to the Throne Is... (1986)
- In the Sentimental Past (當年情), chanson thème du film Le Syndicat du crime (1986)
- Leaves Behind My Fond Dream (留下我美夢), chanson thème de la série télévisée The Return of Luk Siu Fung (1986)
- Holds Up the Head to Sing to the Day (昂首向天唱) (1986)
- The Illumination of a Thousand World (光照萬世), chanson thème de la série télévisée The Legend of Wong Tai Sin (1986)
- Passing With the Wind (隨風而逝), chanson thème de la série télévisée The Legend of Wong Tai Sin (1986)
- Will Rush Toward Future Day (奔向未來的日子), chanson thème de la série télévisée Le Syndicat du crime 2 (1987)
- The Infinite Journey (無限旅程), chanson thème de la série télévisée The Price of Growing Up (1987)
- Still the Heart Was Thinking You (仍然心在想你), chanson thème de la série télévisée The Price of Growing Up (1987)
- The Humanity's Mistake (人類的錯), chanson thème de la série télévisée Born to Be a King (1987)
- Youth Heart (少年心), chanson thème de la série télévisée Born to Be a King (1987)
- Hu Han Dream (胡漢夢), chanson thème de la série télévisée The Legend of the Book and Sword (1987)
- The Chrysanthemum Tears (菊花淚), chanson thème de la série télévisée Deadly Secret (1989)
- Small Boat Lover (扁舟情侶) (1989)
- Wild Rose (野玫瑰) (1989)
- The Special Express (特別快車) (1989)
- Heart of Fire (焚心以火) (1990)
- Young Heartless (年少無情), chanson thème de la série télévisée The God's of Demons of Zu Mountain (1990)
- Does Not Hope Again Tangled Up (不願再纏綿), chanson thème de la série télévisée The God's of Demons of Zu Mountain (1990)
- Long Flow, Not Rest (長流不息) (1992)
- The Buddhism Palm Strikes Back (如來神掌), chanson thème de la série télévisée The Buddhism Palm Strikes Back (1993)
- Detains the Fall Scenery (留住秋色), chanson thème de la série télévisée The Buddhism Palm Strikes Back (1993)
- The Life Isn't to Drunk Awakenings (一生不醉醒), chanson thème de la série télévisée The Condor Heroes Returns (1993)
- To Die, To A Unique Skill (絕世絕招), chanson thème de la série télévisée The Legend of the Condor Heroes (1994)
- Difficult Even Agreement (意難平), chanson thème de la série télévisée Against the Blade of Honour (1994)
- You Come to My Next Full Moon (圓月下你來依我), chanson thème de la série télévisée Against the Blade of Honour (1994)
- Splendid Story (精彩故事), chanson thème de la série télévisée Corner the Con Man (1997)
- Has You Rarely (難得有你), chanson thème de la série télévisée Corner the Con Man (1997)
- Top of the Head, One Piece of the Day (頭頂一片天) (1998)
- The Cool Breeze Does Not Dye (清風不染), chanson thème de la série télévisée Justice Sung 2 (1999)
- The Wine of Mellow Shade (醇酒醉影), chanson thème de la série télévisée Country Spirit (2001)
- The Immortal of the Water Center (水中仙), chanson thème de la série télévisée Where the Legend Begins (2002)
- Beautiful Fate (美麗緣份), chanson thème de la série télévisée Better-halves (2003)
- The Sky is Blue (天這樣藍), chanson thème de la série télévisée Drive of Life (2007)
- Glory Mark (光輝的印記) (2008)